# Kokuhaku (film)
A Kokuhaku (magyar címe nincs, a 告白 alakban írt japán cím jelentése: vallomás) egy 2010-ben bemutatott japán filmdráma Nakasima Tecuja rendezésében. Az alkotás egy fiatal tanárnő bosszúját állítja középpontba, amelyet azért visz véghez, mert két tanítványa meggyilkolta a kislányát.
A mű többet is elnyert a Japán Filmakadémia díjai közül, győzött például a legjobb film kategóriában is.

## Cselekmény
|  | Alább a cselekmény részletei következnek! |

Morigucsi Júko egy fiatal tanárnő, aki 13 év körüli, igen fegyelmezetlen, lázadó, szemtelen diákokat tanít. Egyik nap az osztály előtt beszélni kezd arról, hogy elhagyja az iskolát, és elkezd beszélni családjáról is. Kiderül, hogy egy Szakuramija Maszajosi nevű híres tanártól négy éve született egy kislánya, ám kiderült, hogy az apa AIDS-es, ezért nem házasodtak össze. A diákok nagyon megrémülnek, amikor az AIDS-ről hallanak, de a tanárnő megnyugtatja őket, hogy egyrészt nem is terjed olyan érintkezéssel, ahogy ők itt az iskolában ővele érintkeznek, másrészt ő maga sem szerezte meg a betegséget a férfitól. Ezután folytatja meséjét, és megtudjuk, hogy a négyéves kislányát egy nap holtan találták az iskola úszómedencéjében. Sokak megdöbbenésére ekkor kijelenti: tudja, hogy a kislány halála nem baleset volt, hanem gyilkosság, sőt, azt is tudja, hogy a két tettes ennek az osztálynak a két tanulója. Meséjét ezután úgy folytatja, hogy a tetteseket A és B néven nevezi, de hamar mindenki számára világos lesz, hogy kik a betűvel jelölt diákok. A nem más, mint a kitűnő tanuló, Vatanabe Súja, B pedig Simomura Naoki, egy igen gyenge képességű diák. A tanárnő ezek után hozzáteszi, hogy a mai világban az ifjúságvédelmi törvény miatt még a gyilkosságért sem büntethetők az ilyen fiatalok, ezért váratlan bejelentést tesz: ő fog bosszút állni a gyilkosokon, sőt, már meg is tette: az imént elfogyasztott iskolatejükbe belekeverte gyermeke apjának AIDS-fertőzött vérét. Hidegvérrel kijelenti, hogy ezt azért tette, hogy segítsen nekik megérteni az élet értékét.
A későbbiekből fény derül a gyilkosság részleteire és az indítékokra: Súját anyja, aki tehetséges elektrotechnikus volt, már kisgyermekkorában meg akarta tanítani erre a tudományra, de a gyerek nem az ő elvárásainak megfelelően teljesített. Az anya hamarosan el is hagyta családját, igaz, hátrahagyott többet is a tudományos könyvei közül. A gyerek a későbbiekben egyre erősebb bizonyítási vágyat érzett, hogy megmutathassa rég nem látott anyjának, hogy ő igenis eléggé tehetséges. Fel is talált többek között egy zsebtolvajok ellen védő szerkezetet, ami úgy működik, hogy ha valaki megérinti a pénztárcát, gyenge áramütés éri az illetőt. Ezzel a találmányával egy nagy versenyen első díjat is kap, ám bármennyire szerette volna, ezzel sem sikerült feltűnést keltenie, többek között azért, mert másnap egy fiatalkorú gyilkosról szóló botrányos hír az egész ország figyelmét magára vonta. Hamarosan megérlelődik benne a gondolat: esetleg egy gyilkossággal fel tudná hívni magára a világ figyelmét. Megkeresi az elég ostoba, viszont szintén magányos, és barátokra vágyó Naokit, akivel látszólag összebarátkozik, és megbeszélik, hogy az átalakított, erősebb áramot kibocsátó tolvajriasztó pénztárcát valakin ki kellene próbálni, és a választás a tanárnő kislányára esik. Amikor a lány a medence mellett halad el, odaadnak neki egy aranyos, rózsaszín figurát, ami azonban megrázza őt, így a földre esik és elájul. Súja azt hiszi, a lány meghalt, és még oda is súgja Naokinak, hogy ha meg akar menekülni a felelősségre vonástól, nyugodtan kenje rá az esetet. Ezután, még mielőtt távozna, őszintén bevallja Naokinak, hogy valójában sosem volt a barátja, mert ő csak egy hasznavehetetlen alak. Naokit ez kellemetlenül érinti, és valószínűleg ennek hatására teszi meg azt, hogy a földön fekvő lányt bedobja a medencébe, annak ellenére, hogy épp néhány másodperccel előtte még a szemét is kinyitja.
Miután a tanárnő bejelentette bosszúját, Naoki megbolondul, bezárkózik otthon a szobájába, és nem hajlandó sem iskolába menni, de még csak tisztálkodni sem. Az új tanár, Terada, többször is felkeresi őt lakásán, hogy megpróbálja rábeszélni, menjen már iskolába, de a fiú Terada jelenlététől mindig még jobban megőrül. Eközben Súját egy ismeretlen küldő gyorsan körbefutó telefonos üzeneteinek hatására minden osztálytársa bosszantani kezdi, és még pontozzák is egymást: minél több rosszat tesz valaki a gyilkos Sújával szemben, annál több pontot kap. Egyetlen lány van csak, Mizuki, aki nem fordul ellene, ezért hamarosan őt is ellenségesen kezdik kezelni a többiek. Egyik este Súja elhívja Mizukit egy találkozóra, ahol megmutatja neki vértesztje eredményét: kiderül, hogy nem is lett AIDS-es a fertőzött tejtől.
Naoki helyzete egyre inkább kétségbeejti anyját, aki nem tudja elfogadni, hogy régi, kedves fia milyenné vált. Miután a gyerek bevallja mind a gyilkosságot, mind az AIDS-es vér esetét, az anya annyira kétségbeesik, hogy úgy dönt, megöli fiát és önmagát is, hogy megszabadítsa mindkettejüket a szenvedéstől. A kísérlet úgy végződik, hogy a fiú nem hal meg, viszont elkezd hadonászni a késsel, és anyját halálra sebzi.
Eközben Mizuki és Morigucsi tanárnő véletlenül találkoznak egymással, és beszélgetni kezdenek. Kiderül, hogy mind a Súja-ellenes üzenetek terjesztése, mind amögött ő áll, hogy Terada tanár úr rendszeresen megpróbálta meglátogatni Naokit, és az is kiderül, hogy nem is igaz, hogy AIDS-es vért tett a tejükbe, bár néhány képkocka erejéig a nézők láthatják, hogy a múltban valóban megpróbált vért venni a beteg férfitól. Nemsokára Mizuki és Súja, akik időközben jól összebarátkoztak, összevesznek, és Súja megöli Mizukit, és egy ördögi terv megvalósításába vág bele. Távirányítású bombát készít, és azt tervezi, hogy miután az iskola összegyűlt tanulósága előtt megtartja előadását az életről, telefonja hívógombjával felrobbatnja a pulpitus alá rejtett bombát. Mindezt azért tervezi, hogy a világ, és ezáltal anyja figyelmét is felhívja magára. Csakhogy, attól való félelmében, hogy esetleg a média majd félremagyarázza a történteket, előre elkészít egy felvételt, amelyen ő maga mondja el minden indítékát és tervének minden részletét, és ezt a felvételt még a tervezett robbantás előtt közzéteszi. Amikor azonban az összesereglett diákok előtt megtartja a beszédet, és megnyomja a telefongombot, nem történik semmi. Benéz a pulpitus alá, és észreveszi, hogy a bomba nincs ott. Ekkor felhívja őt Morigucsi tanárnő, és elmondja neki, hogy tudja, hogy Sújának mi a legfájdalmasabb, és most ezt kihasználva áll rajta bosszút. Elmondja, hogy látta a tervről szóló felvételt, és így időben el tudta hozni a bombát, amit nem máshová vitt, mint Súja anyjához. Súja ekkor érti meg, hogy mi történt: szeretett anyját, akit annyira látni akart, és akinek annyira be akarta bizonyítani tehetségét, most a saját bombája a saját gombnyomására robbantotta fel. A fiú összeomlik, de ekkor odalép hozzá Morigucsi tanárnő, és azt mondja, hogy ez a megváltásod kezdete. Majd elmosolyodik, és kijelenti, hogy „csak szívattalak”.
|  | Itt a vége a cselekmény részletezésének! |

## Szereplők
- Macu Takako ... Morigucsi Júko
- Nisii Jukito ... Vatanabe Súja
- Fudzsivara Kaoru ... Simomura Naoki
- Hasimoto Ai ... Kitahara Mizuki
- Okada Maszaki ... Terada

## Díjak és jelölések
| 2011 | A japán filmakadémia díja                      | Legjobb film                 |                         | Elnyerte |
| 2011 | A japán filmakadémia díja                      | Legjobb rendező              | Nakasima Tecuja         | Elnyerte |
| 2011 | A japán filmakadémia díja                      | Legjobb forgatókönyv         | Nakasima Tecuja         | Elnyerte |
| 2011 | A japán filmakadémia díja                      | Legjobb szerkesztés          | Koike Josijuki          | Elnyerte |
| 2011 | A japán filmakadémia díja                      | Legjobb színésznő            | Macu Takako             | Jelölés  |
| 2011 | A japán filmakadémia díja                      | Legjobb férfi mellékszereplő | Okada Maszaki           | Jelölés  |
| 2011 | A japán filmakadémia díja                      | Legjobb női mellékszereplő   | Kimura Josino           | Jelölés  |
| 2011 | A japán filmakadémia díja                      | Legjobb operatőr             | Ozava Acusi, Ato Sóicsi | Jelölés  |
| 2011 | A japán filmakadémia díja                      | Legjobb világítás            | Takakura Szuszumu       | Jelölés  |
| 2011 | A japán filmakadémia díja                      | Legjobb művészeti rendezés   | Kuvasima Tovako         | Jelölés  |
| 2011 | A japán filmakadémia díja                      | Legjobb hang                 | Jano Maszato            | Jelölés  |
| 2011 | Ázsiai filmdíj                                 | Legjobb film                 |                         | Jelölés  |
| 2011 | Ázsiai filmdíj                                 | Legjobb rendező              | Nakasima Tecuja         | Jelölés  |
| 2011 | Ázsiai filmdíj                                 | Legjobb színésznő            | Macu Takako             | Jelölés  |
| 2011 | Ázsiai filmdíj                                 | Legjobb férfi mellékszereplő | Okada Maszaki           | Jelölés  |
| 2011 | Ázsiai filmdíj                                 | Legjobb női mellékszereplő   | Kimura Josino           | Jelölés  |
| 2011 | Ázsiai filmdíj                                 | Legjobb szerkesztés          | Koike Josijuki          | Jelölés  |
| 2011 | Ázsiai filmdíj közönségdíja                    | Kedvenc színésznő            | Macu Takako             | Jelölés  |
| 2010 | Dubai nemzetközi filmfesztivál                 | Legjobb játékfilm            |                         | Jelölés  |
| 2011 | Hongkongi filmdíj                              | Legjobb ázsiai film          |                         | Elnyerte |
| 2011 | Kinema Dzsunpó-díj                             | Legjobb film                 |                         | 2. hely  |
| 2010 | Pucshoni Nemzetközi Fantasztikusfilm-fesztivál | Zsűri játékfilm-különdíja    |                         | Elnyerte |
| 2010 | Pucshoni Nemzetközi Fantasztikusfilm-fesztivál | Pucshon legjobbja            |                         | Jelölés  |
| 2011 | Udinei távol-keleti filmek fesztiválja         | Fekete Sárkány közönségdíj   |                         | Elnyerte |
| 2011 | Udinei távol-keleti filmek fesztiválja         | Az én filmjeim közönségdíj   |                         | Elnyerte |